# NGC 4846
NGC 4846 est une galaxie spirale barrée située dans la constellation des Chiens de chasse. Sa vitesse par rapport au fond diffus cosmologique est de 4 764 ± 17 km/s, ce qui correspond à une distance de Hubble de 70,3 ± 4,9 Mpc (∼229 millions d'al). NGC 4846 a été découverte par l'astronome britannique John Herschel en 1831.
NGC 4846 présente une large raie HI. Selon la base de données NASA/IPAC, c'est une galaxie du champ, c'est-à-dire qu'elle n'appartient pas à un amas ou un groupe et qu'elle est donc gravitationnellement isolée. Ce n'est pas l'avis d'A. M. Garcia, car il indique que cette galaxie fait partie d'un trio de galaxies.
À ce jour, trois mesures non basées sur le décalage vers le rouge (redshift) donnent une distance de 77,700 ± 2,835 Mpc (∼253 millions d'al), ce qui est à l'intérieur des valeurs de la distance de Hubble. Notons cependant que c'est avec la valeur moyenne des mesures indépendantes, lorsqu'elles existent, que la base de données NASA/IPAC calcule le diamètre d'une galaxie et qu'en conséquence le diamètre de NGC 4846 pourrait être d'environ 33,3 kpc (∼109 000 al) si on utilisait la distance de Hubble pour le calculer.

## Groupe de NGC 4914
Selon un article publié en 1993 par A. M. Garcia, NGC 4846 fait partie trio de galaxies, le groupe de NGC 4914. L'autre galaxie du trio est NGC 4868.
Le groupe de NGC 4914 est aussi mentionné par Abraham Mahtessian dans un article publié en 1998, mais NGC 4846 n'en fait pas partie et il y figure cinq galaxies : NGC 4868, NGC 4914, NGC 4956, NGC 4986 et IC 4189.